# Fossa di Atacama

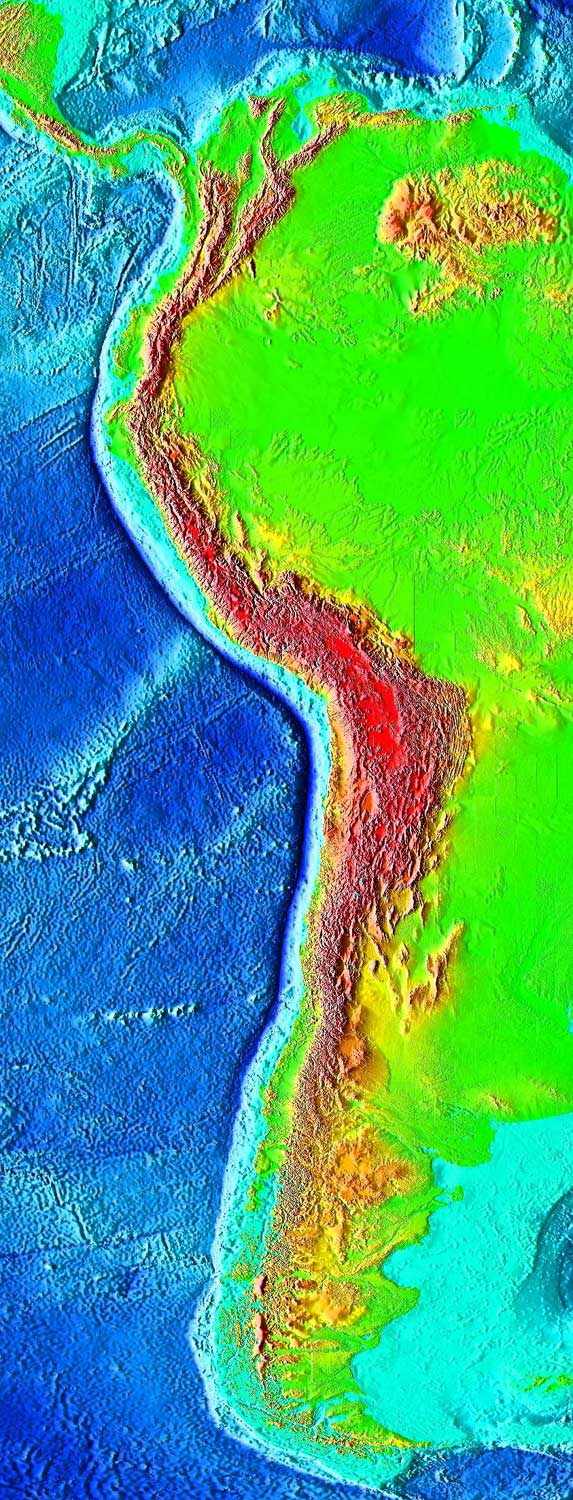
Localizzazione della fossa di Atacama.

La fossa di Atacama, detta anche fossa cileno-peruviana, è un abisso oceanico situato lungo le coste del Pacifico orientale, che si estende per circa 5900 km a una distanza di circa 160 km dalla costa. Si estende dalla latitudine 6 00'S alla 39 00'S e tra le longitudini 81 50'W e 75 00'W.
Ha una forma allungata e stretta e si estende da Valparaíso, in Cile, a Callao, in Perù, nei pressi della capitale Lima.
All'altezza del Tropico del Capricorno raggiunge la sua massima profondità: 8.055 m al di sotto del livello del mare nell'abisso di Bartholomew (in inglese Richards Deep).
Scorre lungo la linea di congiunzione tra due placche della crosta terrestre, dove il bordo occidentale della zolla sudamericana subduce la zolla di Nazca, con una larghezza media di 64 km, coprendo una superficie di 590 000 km².
La fossa di Atacama, insieme all'avantarco e al bordo occidentale dell'altiplano centrale delle Ande, delinea il declivio boliviano che aiuta a definire la pendenza andina nel Perù meridionale, nel Cile del Nord e nella stessa Bolivia.